# Marc Moinard
Marc Moinard, né le 21 mars 1942 à Saint Jean d'Angély (Charente-Maritime), est ancien procureur général de Bordeaux, auprès de qui Laurent Le Mesle a débuté  au parquet. Marc Moinard est un ancien dirigeant de l'association professionnelle des magistrats (APM), syndicat proche de l'ex-RPR. Marc Moinard a été le secrétaire général de la Chancellerie (Ministère de la Justice) de 2005 à 2008.

## Parcours
- Procureur général de Bordeaux
- 1996-1998 : directeur des affaires criminelles et des grâces
- 2002-2005 : président de la commission de l'informatique, des réseaux et de la communication électronique (COMIRCE) au ministère de la justice[2],[3].
- 2005-2008: secrétaire général du ministère de la justice (secrétaire général de la Chancellerie)[4]

## L'affaire de l'hélicoptère
Il est également « l'homme de l'hélicoptère », qui avait dépêché en 1996 un appareil dans l'Himalaya afin de retrouver le procureur de la République de l'Essonne, Laurent Davenas, pour éviter l'ouverture d'une information judiciaire contre l'épouse du maire de Paris, Xavière Tiberi, dans l'affaire des emplois fictifs du conseil général de l'Essonne.

## Décorations
- Médaille d'honneur de l'administration pénitentiaire, argent au titre de « procureur général près la cour d'appel de Bordeaux » (2004)[5]